# (25472) Joanoro
(25472) Joanoro est un astéroïde de la ceinture principale.

## Description
(25472) Joanoro est un astéroïde de la ceinture principale. Il fut découvert le 6 décembre 1999 à Ametlla de Mar par Jaume Nomen. Il présente une orbite caractérisée par un demi-grand axe de 2,59 UA, une excentricité de 0,11 et une inclinaison de 12,0° par rapport à l'écliptique.

## Compléments